# WrestleMania XXVI
WrestleMania XXVI — двадцать шестая по счёту WrestleMania, PPV-шоу производства американского рестлинг-промоушна World Wrestling Entertainment (WWE). Шоу прошло 28 марта 2010 года на «Стадионе университета Феникса» в Глендейл, Аризона, США.
Эта WrestleMania была четвёртой в истории на которой главным событием был не титульный матч, а также первой, проводимой в штате Аризона и третьей, проводимой на открытой арене. Шоу представляли два бренда WWE: RAW и SmackDown!. На самом шоу присутствовало 72 219 человек, а посмотрело по платным кабельным каналам примерно 885 000 человек. Официально, на шоу было заявлено 10 матчей, среди которых три титульных матча: за титул Абсолютных командных чемпионов WWE между Биг Шоу и Мизом против Джона Моррисона и R-Truth, поединок за титул Чемпиона мира в тяжелом весе между Крисом Джерико и Эджем и поединок за титул Чемпиона WWE между Батистой и Джоном Синой. Главным событием WrestleMania XXVI стал матч-реванш между Гробовщиком и Шоном Майклзом, победу в котором одержал Гробовщик и продолжил свою беспроигрышную серию до 18-0. По условию поединка, после проигрыша, Шон Майклз окончил свою карьеру.
Официальной музыкальной темой шоу была песня «I Made It» Kevin Rudolf, «Be Yourself» Audioslave, «Thunderstruck» AC/DC и «The Show» Since October. Песня «Ain’t No Grave (Gonna Hold This Body Down)» Джонни Кэша использовалась в рекламных роликах матча Гробовщика против Шона Майклза. Fantasia Barrino исполнила песню «America the Beautiful» вначале шоу.

## Результаты
| #                                | Поединки | Условия                                                                                         | Время |
| -------------------------------- | --- | ----------------------------------------------------------------------------------------------- | ----- |
| Pre-show                         | Победил Ёси Тацу выкинув с ринга последним Зака Райдера | Королевская битва 26 рестлеров                                                                  | N/A   |
| 1                                | ShoMiz (Биг Шоу и Миз) (c) победили Джона Моррисона и R-Truth | Командный поединок за титул Абсолютных командных чемпионов                                      | 3:23  |
| 2                                | Рэнди Ортон победил Коди Роудса и Теда Дибиаси | Матч «Тройная угроза»                                                                           | 9:02  |
| 3                                | Джек Сваггер победил Дольфа Зигглера, Шелтона Бенджамина, Дрю Макинтайра, Кристиана, Монтел Вонтевиуса Портера, Мэтта Харди, Эвана Борна, Кофи Кингстона и Кейна | Матч Money in the Bank                                                                          | 13:44 |
| 4                                | Triple H победил Шеймуса | Одиночный матч                                                                                  | 12:17 |
| 5                                | Рей Мистерио победил CM Панка (с Люком Галлоусом и Сериной) | Одиночный матч Если Мистерио проиграет, то присоединится к Straight Edge Society                | 6:30  |
| 6                                | Брет Харт победил Винса Макмэна | Матч без ограничений с дровосеками со специально приглашенным рефери Брюсом Хартом              | 11:09 |
| 7                                | Крис Джерико (c) победил Эджа | Матч за титул чемпиона мира в тяжелом весе                                                      | 15:47 |
| 8                                | Мишель МакКул, Лейла, Марис, Алисия Фокс и Вики Герреро победили Микки Джеймс, Келли Келли, Ив Торрес, Гейл Ким и Бет Феникс                                     | Командный матч 10 див                                                                           | 3:19  |
| 9                                | Джон Сина победил Батисту (c) | Матч за титул чемпиона WWE                                                                      | 13:30 |
| 10                               | Гробовщик победил Шона Майклза | Матч без дисквалификации. Победная серия Гробовщика на WrestleMania против карьеры Шона Майклза | 23:55 |
| (c) - чемпион на момент поединка | |                                                                                                 |       |

1. ↑  Остальные участники: Карлито, Кайлен Крофт, Крис Мастерс, Дэвид Харт Смит, Финли, Голдаст, Великий Кали, Джими Ванг Янг, JTG, Кунг Фу Наки, Люк Галлоус, Марк Хенри, Майк Нокс, Примо, Сантино Марелла, Шад Гаспард, Слэм Маста Джей, Трент Баретта, Тайлер Рекс, Тайсон Кидд, Вэнс Арчер, Владимир Козлов и Уильям Ригал.